# 南砺市立図書館
南砺市立図書館（なんとしりつとしょかん）は、富山県南砺市の公共図書館の総称。南砺市立中央図書館、南砺市立城端図書館、南砺市立平図書館、南砺市立井波図書館、南砺市立福野図書館の5館、上平サービスコーナー、利賀サービスコーナー、井口サービスコーナーで構成されている。

## 歴史
2004年（平成16年）11月1日、西礪波郡福光町、東砺波郡福野町、城端町、井波町、平村、上平村、利賀村、井口村の4町4村が合併して南砺市が発足した。旧・福野町立図書館を南砺市立中央図書館とし、ほかに福光図書館、城端図書館、井波図書館、平図書館、3の図書サービスコーナーという体制となった。2010年（平成22年）4月3日、福光市街地に新たな南砺市立中央図書館が開館し、それまでの中央図書館は南砺市立福野図書館に改称した。
2020年度末の住民1人あたり蔵書冊数は10.72冊であり、富山県内の10市の中で最も多かった。2020年度末の住民1人あたり貸出冊数は5.55冊であり、富山県内の10市の中で4番目だった。2021年度の住民1人あたり図書館費は2951円であり、富山県内の10市の中で最も多かった。
2021年（令和3年）には元衆議院議長の綿貫民輔（南砺市名誉市民）から図書の寄贈を受けた。2023年（令和5年）、1歳の誕生日を迎えた子どもに絵本を贈る「なんと! バースデーブック」事業（ブックスタート事業）を開始した。読書バリアフリーの推進を目的として、2024年（令和6年）4月には富山県の公立図書館としては初めてオーディオブックを導入した。

## 各館

### 南砺市立中央図書館

#### 歴史
1915年（大正4年）9月7日に福光町立福光図書館として設立し、1935年（昭和10年）9月17日に落成。1948年（昭和23年）7月に富山県立図書館の分館に指定された。福光町立図書館で司書や館長を務めた石崎俊彦は洋画家でもあり、戦時中に棟方志功がこの地域に疎開した際には棟方の生活を支援した。1967年（昭和42年）11月15日に総合福祉センター内に移転した。1982年（昭和57年）11月16日には、新装開館している。
2010年（平成22年）4月3日、ショッピングセンターのベル福光を全面改修した福光会館1階と地下の一部に移転し、南砺市立中央図書館が開館した。

#### 施設
延床面積は約2,860m2、蔵書数は14万6千冊。図書館が入居している福光会館の建物は外壁全体がガラスグリーンのオープンな空間で、館内は段差の無いワンフロア、授乳室や多目的トイレ、飲食コーナー等がある。日本画家の石崎光瑤はこの場所で生まれた。

### 南砺市立城端図書館

#### 歴史
1922年（大正11年）2月11日、城端町助役の鍋田詳平の主導によって、城端町役場2階に城端町立平和記念図書館として創設された（設立は同年11月10日）。
第二次世界大戦中の休館を経て、戦後は1948年（昭和23年）5月に城端別院の会所跡（城端町405番地）の独立施設で運営を再開した（この時点での蔵書数は1万冊）。1958年（昭和33年）4月には図書館協議会を設置している。1961年（昭和36年）時点の蔵書数は11,972冊だった。1976年（昭和51年）4月1日に現在地に移転した。

#### 施設
蔵書数は8万9千冊。鉄筋コンクリート造3階建てで、1階に一般書、2階に児童書、3階に書庫を設けられている。

### 南砺市立井波図書館

#### 歴史
1882年（明治15年）11月、礪波郡井波町の有志によって北越井波書籍館が設立された。富山県における公共図書館の始まりとされることがあるが、井波書籍館は数年で運営を休止している。1889年（明治22年）頃には米倉鱗介が井波書籍館の再興を図ったが、第一次世界大戦後の混乱で立ち消え、1925年（大正14年）9月7日の井波大火で集めた書籍が焼失した。
1929年（昭和4年）、井波町の青木万太郎町長が主導して図書館の建設を計画した。1932年（昭和7年）4月20日に昭和会館内に設けられた私立図書館の昭和図書館が、富山県知事の認可を受けて井波町立図書館となった。1941年（昭和16年）4月に瑞泉会館へ移転し、1984年（昭和59年）3月に現在地へ移転した（6月1日に新築という情報もある）。

#### 施設
蔵書数は約9万9千冊。かつての真宗大谷派井波別院瑞泉寺の再建とともに生まれた井波彫刻の技術継承となるよう美術工芸資料も多く収集している。

### 南砺市立福野図書館

#### 歴史
1919年（大正8年）、西方寺境内に私立の授眼蔵仏教図書館として開館した。建物の設計は福野出身の建築家である吉田鉄郎。西方寺住職の佐々木慶成は東京帝国大学文学部出身であり、1951年（昭和26年）に日本図書館協会が創立60周年記念式典で功労者として佐々木を表彰した。1949年（昭和24年）に福野町に移管されて福野町立授眼図書館に改称した。
1991年（平成3年）3月、現在地の福野文化創造センターヘリオス内に移転し、2004年（平成16年）の南砺市発足後には南砺市立中央図書館に改称した。2010年（平成22年）4月3日には福光地域に南砺市立中央図書館が開館したことで、南砺市立福野図書館に改称した。なお、旧施設は西方寺境内に現存している。

#### 施設
蔵書数は約15万冊。

### 南砺市立平図書館

#### 歴史
1980年（昭和55年）から1981年（昭和56年）にかけて建設され、1981年（昭和56年）10月6日に竣工した平若者センター「春光荘」内の資料室が、1982年（昭和57年）3月1日に平村立図書館となった。2004年（平成16年）には春光荘改修に合わせて、1階フロア全面が図書館となった。

#### 施設
蔵書数は約2万5千冊。

### 図書サービスコーナー
- 上平図書サービスコーナー（南砺市上平細島879番地、上平市民センター内）[27]
- 利賀図書サービスコーナー（南砺市利賀村171番地、利賀市民センター内）[27]
- 井口図書サービスコーナー（南砺市蛇喰1009番地、井口市民センター内）[27]